# Гагар
Гагар — село в Тляратинском районе Дагестана. Входит в состав сельского поселения сельсовет Колобский.

## География
Расположено в 23 км к юго-востоку от районного центра — села Тлярата, на реке Педжиасаб.

## Население
| 1869 | 1888 | 1895 | 1926 | 1970 | 1989 | 2002 |
| ---- | ---- | ---- | ---- | ---- | ---- | ---- |
| 190  | ↗247 | ↗248 | ↘181 | ↗287 | ↗330 | ↗443 |
| 2010 | 2021 |      |      |      |      |      |
| ↗660 | ↗773 |      |      |      |      |      |